# Tiefes Ried
Das Tiefe Ried ist ein mit Verordnung des Landratsamts Tuttlingen vom 15. August 1988 ausgewiesenes Landschaftsschutzgebiet auf dem Gebiet der Gemeinde Renquishausen.

## Lage und Beschreibung
Das Schutzgebiet liegt unmittelbar östlich der Ortslage von Renquishausen auf dem Großen Heuberg. Das Gebiet gehört zum Naturraum Hohe Schwabenalb innerhalb der naturräumlichen Haupteinheit Schwäbische Alb.

## Schutzzweck
Wesentlicher Schutzzweck ist laut der Schutzgebietsverordnung, „diesen reizvollen Landschaftsteil in seiner Eigenart und Schönheit sowie seinen Erholungswert für die Allgemeinheit zu erhalten.“

## Landschaftscharakter
Es handelt sich um einen charakteristischen Ausschnitt der Landschaft auf der Hochfläche des Großen Heubergs mit durch Hecken und Feldgehölze strukturiertem Grünland. Im Süden befindet sich ein Waldbestand. Im Westen des Gebiets wurde eine Kläranlage errichtet.

## Zusammenhängende Schutzgebiete
Die Buchengruppe bei der Mariengrotte im Süden des Gebiets ist als Naturdenkmal ausgewiesen. Das Gebiet ist Teil des Vogelschutzgebiets Südwestalb und Oberes Donautal und grenzt unmittelbar an das FFH-Gebiet Großer Heuberg und Donautal. Darüber hinaus liegt das Tiefe Ried im Naturpark Obere Donau.